# Бранославці
Бранославці (словен. Branoslavci) — поселення в общині Лютомер, Помурський регіон, Словенія. Висота над рівнем моря: 184,9 м.